# Gaudig-Schule (Leipzig)

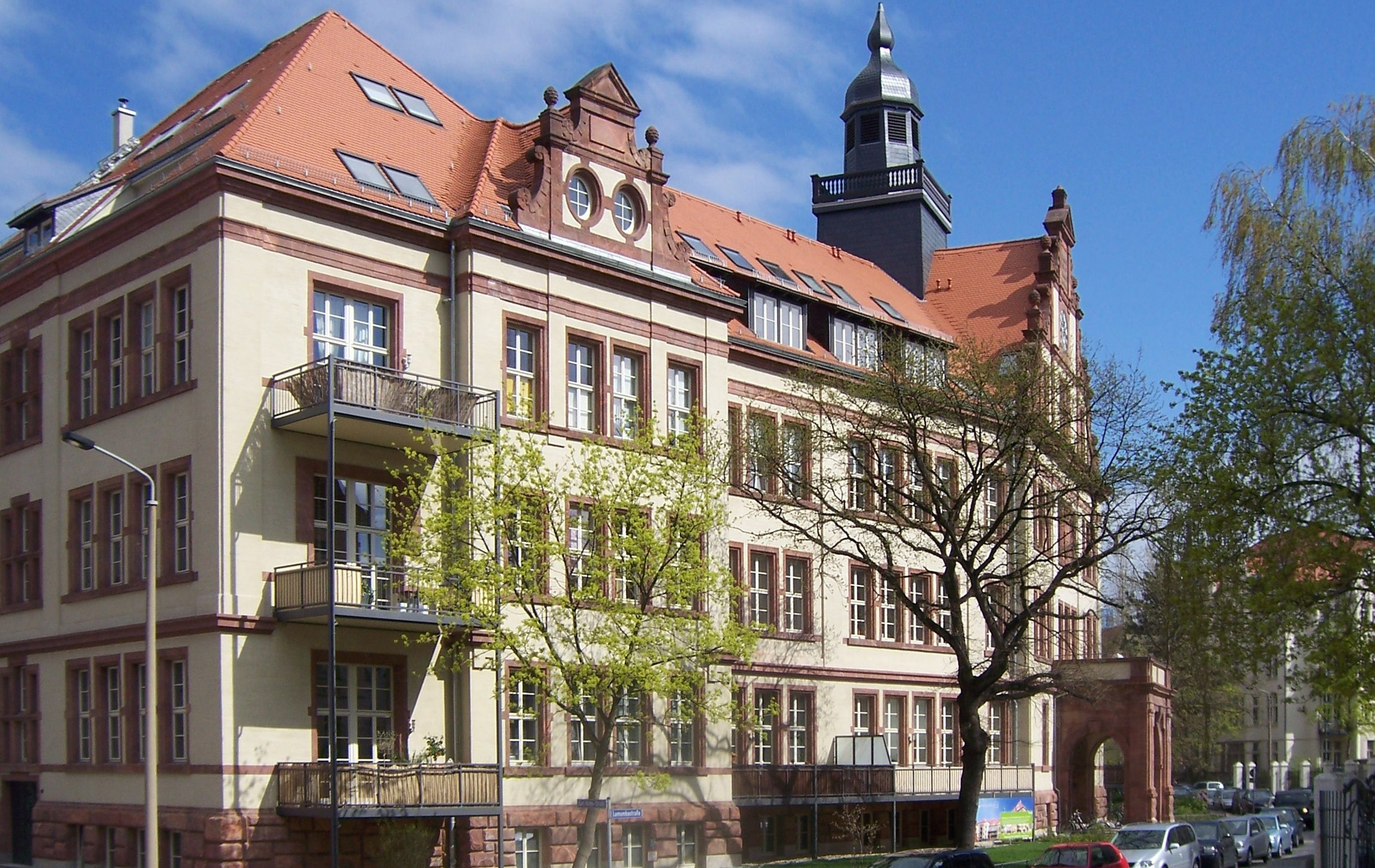
Gebäude der ehemaligen II. Höheren Mädchenschule mit Lehrerinnenseminar (ab 1927: Gaudigschule in Leipzig)

Die Leipziger Gaudig-Schule befand sich im Gebäude der damaligen Döllnitzer Straße 2 (heute Lumumbastraße) im Stadtteil Gohlis. Ursprünglich als II. städtische Höhere Mädchenschule mit angeschlossenem Lehrerinnenseminar errichtet, wurde sie 1927 zu Ehren ihres verstorbenen Gründungsdirektors, des damals weltweit geschätzten Reformpädagogen Hugo Gaudig (1860–1923) in Gaudig-Schule umbenannt. Der Solitärbau steht in der Nähe der Michaeliskirche.

## Geschichte
Die Schule entstand in den Jahren 1905 bis 1907 nach den Entwürfen des Leipziger Stadtbaurates Otto Wilhelm Scharenberg in enger Kooperation mit Hugo Gaudig und seinen reformpädagogischen Ideen. Das Schulgebäude vereinigt stilistisch Elemente des Historismus und des Jugendstils. Das Gebäude entstand im Auftrag der Stadt Leipzig. Der Schulbetrieb der Reformschule stand „im Spannungsfeld zwischen reformpädagogischem Aufbruch und Hoffnung einerseits sowie Diffamierung […] andererseits.“ Der reformpädagogische Ansatz hatte letztlich gegen die gegen sie gerichteten diktatorischen Mittel stalinistischer Machart keine Chance. Der einstigen Hochburg der Reformpädagogik blieb nur die Zwangsauflösung. Eine der prominentesten Schülerinnen dieser Einrichtung war Hannelore Kohl.

## Architektur
Der Grundriss des Baues ist langrechteckiger und abgewinkelter mit Querriegel. Das Gebäude ist dreigeschossig mit hohem Sockelgeschoss sowie einem ausgebauten Dachgeschoss. Es hat eine Putzfassade. Der Mittelbau ist mit einem hohen Stufengiebel, Belvedère, dreibogige Vorhalle mit abschließendem Altan, versehen. Die Seitenflügel sind von zwei kurzen, ebenfalls mit Stufengiebeln versehenen Querbauten abgeschlossen. Sie haben polygonale Erker. Die Dachformen sind Sattel- und Walmdach. Bemerkenswert ist das Eingangsportal mit der Portikus und dem darüber befindlichen Austritt. Die Fenster-Umrahmung ist auch Rochlitzer Porphyrtuff.
Die Gaudig-Schule in Leipzig ist saniert. Sie dient heute jedoch Wohnzwecken.